# Джейн Чен
Джейн Мері Чен (англ. Jane Marie Chen; нар. 5 грудня 1978) — американська підприємиця, засновниця компаній «Embrace Innovations» та «Embrace», що виробляють медичне обладнання, виконавча директорка «Embrace Innovations». ВІЛ/СНІД-активістка.

## Біографія
Джейн Мері Чен, американка тайванського походження, народилася у 1978 році. Шкільну освіту здобула в місті Апленд, Каліфорнія, навчалася в Коледжі Помона, Гарвард і Стенфорд. Працювала в сфері охорони здоров'я у країнах третього світу, співпрацюючи з некомерційними організаціями, фондом Клінтона.
Під час навчання в Стенфорді група студентів, Чен, Рахул Панікер, Лінус Ліан і Нагананда Мурті, за завданням викладача займалися розробкою дитячого інкубатора, придатного для використання в бідних районах країн, що розвиваються. Розроблений інкубатор був простий у використанні, міг працювати без електрики і мав набагато меншу ціну, ніж існуючі на ринку аналоги. За рік команда заснувала компанію «Embrace», пізніше — «Embrace Innovation». Перша — некомерційна організація, друга — комерційна організація соціального підприємництва, продає їх тим клінікам, які можуть собі дозволити, і перераховує частину доходів у «Embrace». З моменту заснування «Embrace Innovations» у 2012 році Чен є виконавчою директоркою компанії.
У 2013 році Фонд соціального підприємництва Шваба назвав Джейн Мері Чен однією з соціальних підприємців року, журнал «Forbes» включив її у число 30 головних соціальних підприємців світу.